# Nouky und seine Freunde
Nouky und seine Freunde (Originaltitel: Nouky & Friends) ist eine belgische 3D-Animationsserie, die zwischen 2006 und 2008 produziert wurde.

## Handlung
Der Bär Nouky, der Esel Paco und die Kuh Lola sind beste Freunde und wohnen in dem Haus der Noukies. Gemeinsam erleben sie viele unterschiedliche Abenteuer, lernen aus Fehlern und meistern die Geheimnisse des Alltags.

## Produktion und Veröffentlichung
Die Serie wurde zwischen 2006 und 2008 in Belgien produziert. Regie führten Jean-Christophe Craps und David Degrande und das Drehbuch schrieb Alexandre Révérend. Die Musik stammt von Pierre Gillet und Francois Decamps. In der deutschen Version wird Nouky von Ricardo Rausch, Paco von Luca Kämmer und Lola von Annabel Wolf gesprochen.
Die deutsche Erstausstrahlung erfolgte am 1. November 2007 auf der deutschen Version des Disney Channels. Weitere Ausstrahlungen erfolgten auf Playhouse Disney, Disney Junior und im Kinderkanal. Einige Folgen wurden als DVD veröffentlicht. Zudem gibt es mehrere Audio-CDs über die Geschichten von Nouky und seinen Freunden. 

## Episodenliste

### Staffel 1
| Nummer(gesamt) | Nummer(Staffel) | Deutscher Titel                  | deutsche Erstausstrahlung |
| 1              | 01              | Das Frühstücksspiel              | 1. November 2007          |
| 2              | 02              | Lola und der Spiegel             | 2. November 2007          |
| 3              | 03              | Das Küchenkonzert                | 5. November 2007          |
| 4              | 04              | Noukys Traum                     | 6. November 2007          |
| 5              | 05              | Das Puzzle                       | 7. November 2007          |
| 6              | 06              | Zu viele Kekse                   | 8. November 2007          |
| 7              | 07              | Schattenspiele                   | 12. November 2007         |
| 8              | 08              | Ein Bad für Fräulein Marienkäfer | 13. November 2007         |
| 9              | 09              | Nouky erkundet den Garten        | 15. November 2007         |
| 10             | 10              | Farben am Himmel                 | 15. November 2007         |
| 11             | 11              | Lola und die Riesenwolke         | 16. November 2007         |
| 12             | 12              | Spaß im Regen                    | 19. November 2007         |
| 13             | 13              | Susie, der Regenwurm             | 20. November 2007         |
| 14             | 14              | Malen macht Spaß                 | 21. November 2007         |
| 15             | 15              | Der Schmetterling                | 22. November 2007         |
| 16             | 16              | Lolas Mittagsschlaf              | 23. November 2007         |
| 17             | 17              | Lachen macht Spaß                | 26. November 2007         |
| 18             | 18              | Paco und die Biene               | 27. November 2007         |
| 19             | 19              | Das Gewitter                     | 28. November 2007         |
| 20             | 20              | Der Streit                       | 29. November 2007         |
| 21             | 21              | Schneckenfutter                  | 30. November 2007         |
| 22             | 22              | Piraten in der Sonne             | 3. Dezember 2007          |
| 23             | 23              | Reise zum Mond                   | 4. Dezember 2007          |
| 24             | 24              | Ein Monster im Garten            | 5. Dezember 2007          |
| 25             | 25              | Nouky lernt zählen               | 6. Dezember 2007          |
| 26             | 26              | Nouky feiert Geburtstag          | 7. Dezember 2007          |

### Staffel 2
| Nummer(gesamt) | Nummer(Staffel) | Deutscher Titel              | deutsche Erstausstrahlung |
| 27             | 01              | Der Zauberflug               | 1. September 2009         |
| 28             | 02              | Die Riesenseifenblase        | 2. September 2009         |
| 29             | 03              | Paco, der große Zauberer     | 3. September 2009         |
| 30             | 04              | Bunte Herbstblätter          | 4. September 2009         |
| 31             | 05              | Wo ist Lola?                 | 5. September 2009         |
| 32             | 06              | Paco, der Fakir              | 6. September 2009         |
| 33             | 07              | Prinzessin Lola              | 7. September 2009         |
| 34             | 08              | Lolas Mondlied               | 8. September 2009         |
| 35             | 09              | Die Zugfahrt                 | 9. September 2009         |
| 36             | 10              | Pacos Ohren                  | 10. September 2009        |
| 37             | 11              | Das Labyrinth                | 11. September 2009        |
| 38             | 12              | Das Echo                     | 12. September 2009        |
| 39             | 13              | Ein seltsamer Aufkleber      | 13. September 2009        |
| 40             | 14              | Das Picknick                 | 14. September 2009        |
| 41             | 15              | Löwen und Tiger              | 15. September 2009        |
| 42             | 16              | Kleine Esel springen nicht   | 16. September 2009        |
| 43             | 17              | Lolas Blumen                 | 17. September 2009        |
| 44             | 18              | Der Bienentanz               | 18. September 2009        |
| 45             | 19              | Schattenspiele               | 19. September 2009        |
| 46             | 20              | Hüpfekästchen                | 20. September 2009        |
| 47             | 21              | Zauberkekse                  | 21. September 2009        |
| 48             | 22              | Opa Paco                     | 22. September 2009        |
| 49             | 23              | Bilder am Himmel             | 23. September 2009        |
| 50             | 24              | Kleine graue Wolke           | 24. September 2009        |
| 51             | 25              | Lolas Zaubertafel            | 25. September 2009        |
| 52             | 26              | Aufgewacht, die Sonne lacht! | 26. September 2009        |

### Staffel 3
| Nummer(gesamt) | Nummer(Staffel) | Deutscher Titel                  | deutsche Erstausstrahlung |
| 53             | 01              | Das kleine Zauberwort            | 1. Januar 2010            |
| 54             | 02              | Die Marienkäferpunkte            | 2. Januar 2010            |
| 55             | 03              | Fächer gegen Hitze               | 3. Januar 2010            |
| 56             | 04              | Paco, der Superheld              | 4. Januar 2010            |
| 57             | 05              | Die große Lola                   | 5. Januar 2010            |
| 58             | 06              | Paco Banana                      | 6. Januar 2010            |
| 59             | 07              | Von allem das Gegenteil          | 7. Januar 2010            |
| 60             | 08              | Der Aufräumzauber                | 8. Januar 2010            |
| 61             | 09              | Lolas Matrjoschka                | 9. Januar 2010            |
| 62             | 10              | Bunte Träume                     | 10. Januar 2010           |
| 63             | 11              | Das Regenlied                    | 11. Januar 2010           |
| 64             | 12              | Müll trennen ist wichtig!        | 12. Januar 2010           |
| 65             | 13              | Springende Steine                | 13. Januar 2010           |
| 66             | 14              | Alles Gute zum Geburtstag, Paco! | 14. Januar 2010           |
| 67             | 15              | Die Sonne angeln                 | 15. Januar 2010           |
| 68             | 16              | Das Riesenpuzzle                 | 16. Januar 2010           |
| 69             | 17              | Das Zwillingsproblem             | 17. Januar 2010           |
| 70             | 18              | Die Dinosaurier                  | 18. Januar 2010           |
| 71             | 19              | Durch die Wand                   | 19. Januar 2010           |
| 72             | 20              | Kopfüber                         | 20. Januar 2010           |
| 73             | 21              | Das Fotorätsel                   | 21. Januar 2010           |
| 74             | 22              | Tiere im Winterschlaf            | 22. Januar 2010           |
| 75             | 23              | Was gehört wohin?                | 23. Januar 2010           |
| 76             | 24              | Wir machen Musik                 | 24. Januar 2010           |
| 77             | 25              | Der Gartenwichtel                | 25. Januar 2010           |
| 78             | 26              | Eine Melodie im Ohr              | 26. Januar 2010           |